# 登龍妙招
《登龍妙招》（英語：Strictly Business）是一部1991年美國喜劇片，由凱文·霍克斯執導，約瑟夫·C·菲利普斯、湯米·戴維森、荷莉·貝瑞、安妮-瑪莉·強森和大衛·馬歇爾·格蘭特主演。故事講述了一名郵遞員試圖將高層朋友與自己的夜總會女友牽線成功。電影是在紐約市的不同地點拍攝的。電影在紐約市各處拍攝，主要地點為曼哈頓。《登龍妙招》1991年11月8日在美國上映，戲院數不多，僅向選定的觀眾放映。

## 演員
- 約瑟夫·C·菲利普斯飾演韋蒙·丁斯戴爾三世[2]
- 湯米·戴維森飾演巴比·傑克森[2]
- 荷莉·貝瑞飾演娜塔莉[2]
- 安妮-瑪莉·強森飾演黛德蕾
- 大衛·馬歇爾·格蘭特飾演大衛
- 喬恩·西弗爾飾演德雷克
- 山姆·傑克森飾演門羅
- 基姆·科爾斯飾演米莉森
- 山姆·洛克威飾演蓋瑞
- 安妮·高登飾演希拉

## 反響
電影在爛番茄網站上根據10篇影評，好評度僅10%，平均得分4.4／10。

## 外部連結
- 互联网电影数据库（IMDb）上《Strictly Business》的资料（英文）
- AllMovie上《Strictly Business》的资料（英文）
- Box Office Mojo上《Strictly Business》的資料（英文）
- 爛番茄上《Strictly Business》的資料（英文）